# Prolepsis sandaracus
Prolepsis sandaracus är en tvåvingeart som beskrevs av Martin 1966. Prolepsis sandaracus ingår i släktet Prolepsis och familjen rovflugor. Inga underarter finns listade i Catalogue of Life.